# Andrej Ažman
Andrej Ažman, slovenski fizik, * 4. februar 1937, Celje, † 10. april 1980, Ljubljana.

## Življenje in delo
Ažman je diplomiral leta 1962 iz fizike, se izpopolnjeval na univerzi v Cambridgeu in 1971 doktoriral na ljubljanski Fakulteti za naravoslovje in tehnologijo (FNT). Bil je raziskovalec in pedagog za molekularno fiziko in strukturno kemijo na Oddelku za kemijo FNT, od 1974 izredni profesor na FNT, in na Kemijskem inštitutu Boris Kidrič v Ljubljani. Med njegove najpomembnejše prispevke sodijo izračuni magnetnih lastnosti molekul in napovedi prevodnosti nekovinskih polimernih sistemov. Objavil je več kot 130 izvirnih prispevkov, z več kot 100 referati pa nastopil tako na kongresih v Jugoslaviji kot tudi v tujini. 
Leta 1980 je prejel Kidričevo nagrado.
Leta 2019 so na Kemijskem inštitutu odprli po njem imenovan Ažmanov računski center (ARC).